# Clément Noël
Clément Noël (Remiremont, 3 de mayo de 1997) es un deportista francés que compite en esquí alpino.
Participó en dos Juegos Olímpicos de Invierno, obteniendo una medalla de oro en Pekín 2022, en la prueba de eslalon, y el cuarto lugar en Pyeongchang 2018, en la misma prueba. 
En la Copa del Mundo consiguió catorce victorias y veintinueve podios en total.

## Palmarés internacional
| Juegos Olímpicos | Juegos Olímpicos | Juegos Olímpicos | Juegos Olímpicos |
| Año              | Lugar            | Medalla          | Prueba           |
| ---------------- | ---------------- | ---------------- | ---------------- |
| 2022             | Pekín (China)    | Medalla de oro   | Eslalon          |